# Castril
Castril es una localidad y municipio español situado en la parte suroccidental de la comarca de Huéscar, en la provincia de Granada, comunidad autónoma de Andalucía. Limita con los municipios granadinos de Huéscar, Castilléjar y Cortes de Baza; y con los municipios jienenses de Peal de Becerro (por un enclave), Cazorla y Santiago-Pontones. Cuenta con una población de 1968 habitantes (INE 2024). Por su término discurre el río Castril, incluido el embalse del Portillo.
El municipio castrileño comprende los núcleos de población de Castril —capital municipal—, Fátima, Almontaras, Fuente Vera, Cebas, Isidoros, Cortijillos, Los Torres, Solana, Cañadas, Alamillo, Tala Bartolo, Puentezuela, Corralón, Martín y Manuel Díaz, así como el despoblado de Cuquillo.
Gran parte de su término lo ocupa el parque natural de la Sierra de Castril.
La localidad de Castril se ubica en la falda de una escarpada peña, lindando con el parque natural de las Sierras de Cazorla, Segura y Las Villas. La sierra de Castril se caracteriza por su espectacular relieve y la abundancia de corrientes de agua, grutas y galerías. En la Sierra Seca se encuentra la cueva del Muerto —en la que se pueden apreciar numerosas estalactitas y estalagmitas— y la cueva de Don Fernando, la más profunda de toda la provincia granadina.

## Historia
Aunque Castril pudo tener asentamientos humanos anteriores, fueron los romanos los primeros que utilizaron su famosa peña como protección para un campamento militar que luego se convertiría en villa. De hecho, su nombre podría derivarse del término latino castrum (‘campamento’).
Durante la dominación musulmana se convirtió en una ciudad fortificada y fue bautizada como Hisn (‘castillo’) de Qastal. Al-Zuhri, geógrafo granadino, la describe como «una fortaleza en cuyo patio había una gran piedra lisa de la que brotaba tal cantidad de agua que podría mover ocho piedras de molino».
Tras la Reconquista por los Reyes Católicos a finales del siglo XV, fue ejemplo de convivencia entre las culturas musulmana, cristiana y judía. Al ser expulsados los moriscos, el municipio fue repoblado y cedido a Don Hernando de Zafra, que pasó a llamarse Señor de Castril.
En el siglo XIX se convirtió en escenario de importantes enfrentamientos, tanto durante la Invasión Napoleónica —los franceses incendiaron el pueblo en 1810— como en las Guerras Carlistas, disputándose en su término municipal la batalla del Llano de los Tubos en 1838. De gran riqueza forestal, la política maderera desde Felipe II hasta la primera mitad del siglo XX acabó con gran parte de sus bosques.
En los años 2000 el escritor José Saramago fue nombrado hijo adoptivo del pueblo, del que es natural su esposa, Pilar del Río, así como hijo adoptivo de la provincia de Granada.

## Geografía

### Ubicación
| Noroeste: Santiago-Pontones (prov. Jaén)      | Norte: Santiago-Pontones (prov. Jaén) y Huéscar | Noreste: Huéscar            |
| Oeste: Cazorla y Peal de Becerro (prov. Jaén) | Puntos cardinales                               | Este: Huéscar y Castilléjar |
| Suroeste: Cortes de Baza                      | Sur: Cortes de Baza                             | Sureste: Cortes de Baza     |

## Demografía
Castril cuenta con una población de 1968 habitantes (INE 2024).
| Gráfica de evolución demográfica de Castril entre 1842 y 2021                                                       |
| |
| Población de derecho según los censos de población del INE Población de hecho según los censos de población del INE |

## Economía

### Evolución de la deuda viva municipal
| Gráfica de evolución de deuda viva del Ayuntamiento de Castril entre 2008 y 2019                                |
| |
| Deuda viva del Ayuntamiento de Castril en miles de euros según datos del Ministerio de Hacienda y Ad. Públicas. |

## Cultura
Castril mantiene la tradición de celebrar encierros de toros en sus calles durante las fiestas de la Virgen del Rosario. De su historia se conserva el recuerdo de una fábrica de vidrio cuyo origen se remonta a los Reyes Católicos y que se caracterizaba por su color verde amarillento, así como la plaza del Árbol Gordo. La primera se cerró a principios del siglo XX y se conservan algunos fabricados en el Centro de Recepción del parque natural Sierra de Castril; del segundo sólo queda el nombre, pues el árbol fue talado un crudo invierno para abastecer de leña a las familias más necesitadas. La romería de la Virgen de la Cabeza —patrona de Andalucía Oriental— tiene lugar cada año en el paraje conocido como La Solana.

### Lugares de interés

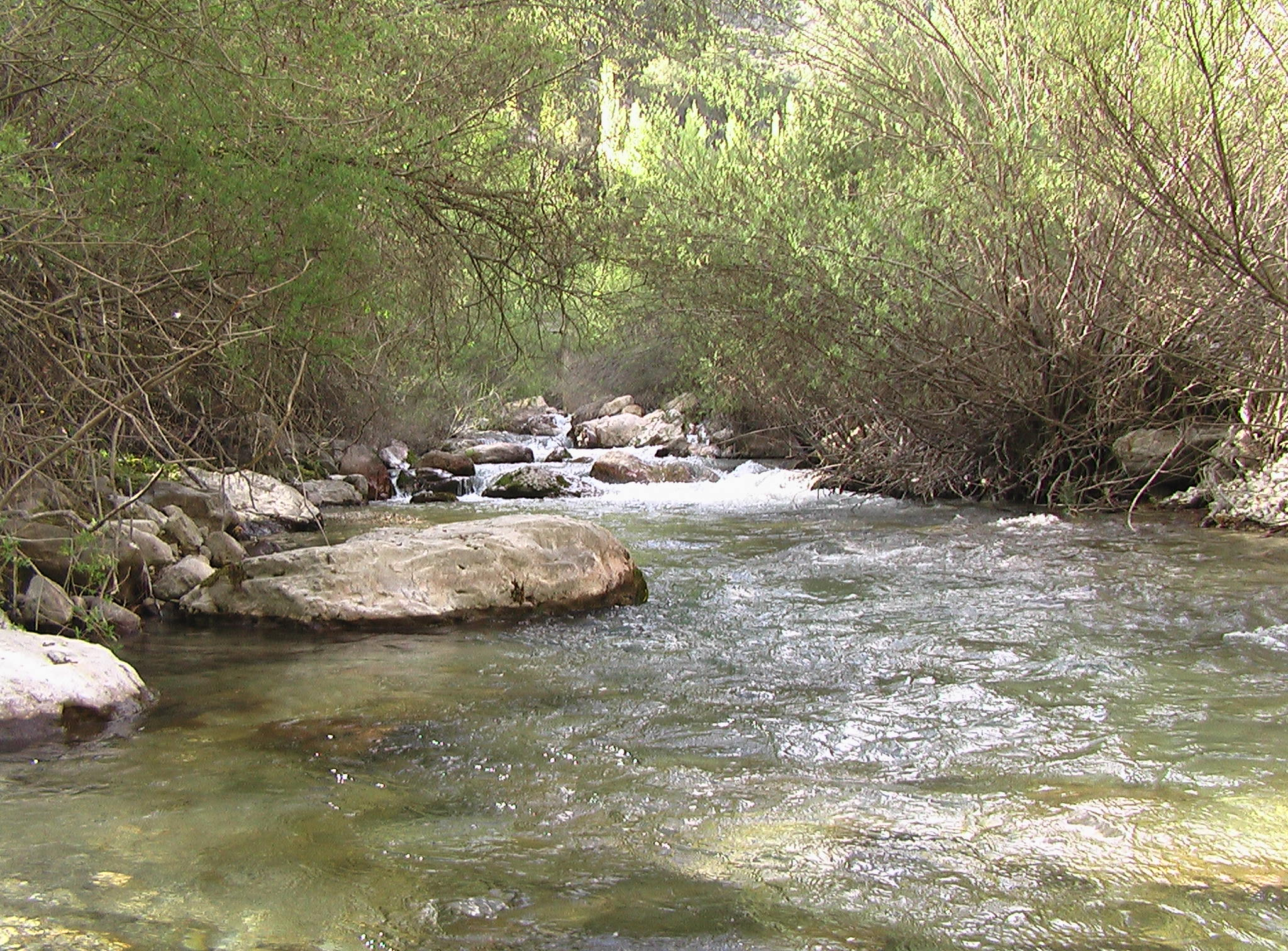
El río Castril.

La iglesia parroquial es de los edificios más interesantes de Castril, con dos portadas de los siglos XVI y XVII. Aparte tiene restos de murallas y torres de la época árabe y también se conserva algo de un puente romano construido hace unos dos mil años. Lo más importante sin embargo son la peña del Sagrado Corazón y el mirador de El Cantón, desde el que se contemplan extraordinarias vistas. Además puede visitar el centro de visitantes, la pasarela colgante del río, el embalse de El Portillo, la ermita de la Virgen de la Cabeza y el parque natural de la Sierra de Castril.

### Fiestas
Para conocer las fiestas castrileñas es necesario realizar un recorrido a lo largo de todas las estaciones del año. A cada estación corresponde una fiesta íntimamente ligada a ella. Las fiestas en invierno tienen como denominador común el fuego, entre ellas las de Santa Lucía, el 13 de diciembre; San Antón, el 17 de enero; y la Candelaria, el 2 de febrero. Las Pascuas, que giran también alrededor de la lumbre, destacan por los tradicionales saranderos, grupos de amigos recorriendo las calles y cantando villancicos en busca del aguinaldo, con invitación a mistela, gloria y dulces incluida.
En primavera se celebran las fiestas de las pedanías más importantes del municipio. La Virgen de Fátima, el 13 de mayo, en la pedanía del mismo nombre; San Isidro en Cebas; San Antonio de Padua en Almontaras; y la Virgen de Tíscar en Fuente Vera. Sobre todas estas fiestas sobresale por su interés la romería de la Virgen de la Cabeza.
En verano, la Virgen de las Trampas —llamada así porque era en este momento cuando se procedía a pagar las deudas una vez recogida la cosecha— se celebra el 15 de agosto. Para finalizar el verano el ayuntamiento viene organizando la Fiesta de las Migas, en la que los vecinos de Castril agrupados por familias o grupos de amigos hacen migas en la plaza del pueblo a las que invitan a todos los presentes.
Sin embargo, las fiestas más esperadas son las de otoño, las fiestas patronales en honor del Cristo del Consuelo y de la Virgen del Rosario. Desde tiempo inmemorial, como recogen documentos de 1760 que se custodian en el archivo histórico municipal, se celebran en su honor unos tradicionales encierros de vaquillas bravas. Hasta 1979 las vaquillas que se toreaban procedían de los ganaderos de la Sierra de Castril y, una vez toreadas, las reses volvían a sus pastos en la sierra.

### Gastronomía
En la gastronomía castrileña destacan los maimones y la leche merengada, así como las gachas, las migas y los tallarines con conejo, destacando también los bollos con conejo. De bebida es tradicional la mistela, como en el resto del Levante peninsular.

## Hermanamientos
- Azinhaga (Portugal)
- Eberstadt (Alemania)[4]
- Montescudaio (Italia)[4]
- La Nucia (España)
- Tías (España)